# Transit Transit
Transit Transit – drugi album grupy Autolux, wydany w 2010 roku. Pierwszym singlem promującym album był „Audience No. 2” wydany w maju 2008 roku.

## Spis utworów
1. „Transit Transit” – 2:54
2. „Census” – 4:40
3. „Highchair” – 3:26
4. „Supertoys” – 4:38
5. „Spots” – 4:37
6. „The Bouncing Wall” – 3:43
7. „Audience No. 2” – 4:35
8. „Kissproof” – 3:27
9. „Headless Sky”  – 4:06
10. „The Science of Imaginary Solutions” – 6:03

## Twórcy
- Wszystkie utwory napisane przez Autolux
- Produkcja Autolux
- Inżynier dźwięku: Greg Edwards w studio Space 23
- Mix: Kennie Takahashi i Dave Sardy
- Mastering: Bob Ludwig
- Oprawa graficzna: Kill Pixie (Mark Whalen)